# پوتز ۴۲۵
پوتز ۴۲۵ (به انگلیسی: Potez_452) یک هواگرد ملخ‌پیشین تک‌موتوره از نوع شناسایی ساخت شرکت Potez است. هواگرد پوتز ۴۲۵ نخستین پروازش را در ۱۹۳۵ میلادی انجام داد. این هواگرد در سال ۱۹۳۶ میلادی رسماً معرفی گردید. در مجموع، تعداد ۱۶ فروند از این هواگرد ساخته شده‌است.